# Whiteochloa
Whiteochloa là một chi thực vật có hoa trong họ Hòa thảo (Poaceae).

## Loài
Chi Whiteochloa gồm các loài: